# Maspero-Massaker

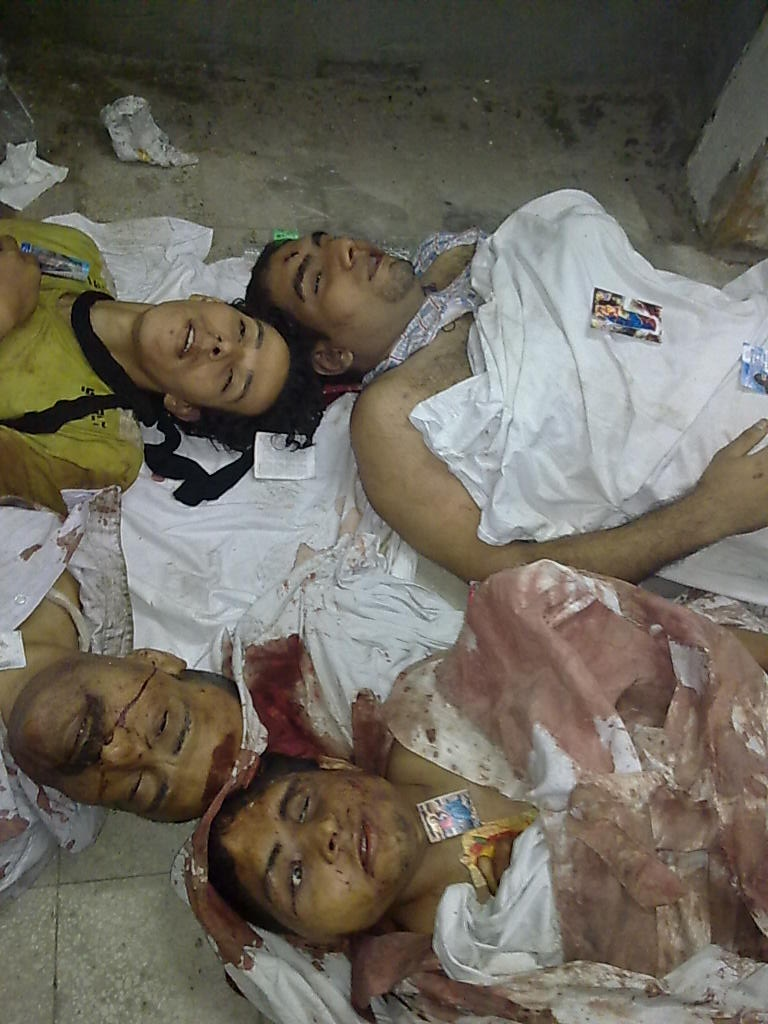
Leichen der ermordeten „Märtyrer des 9. Oktober“

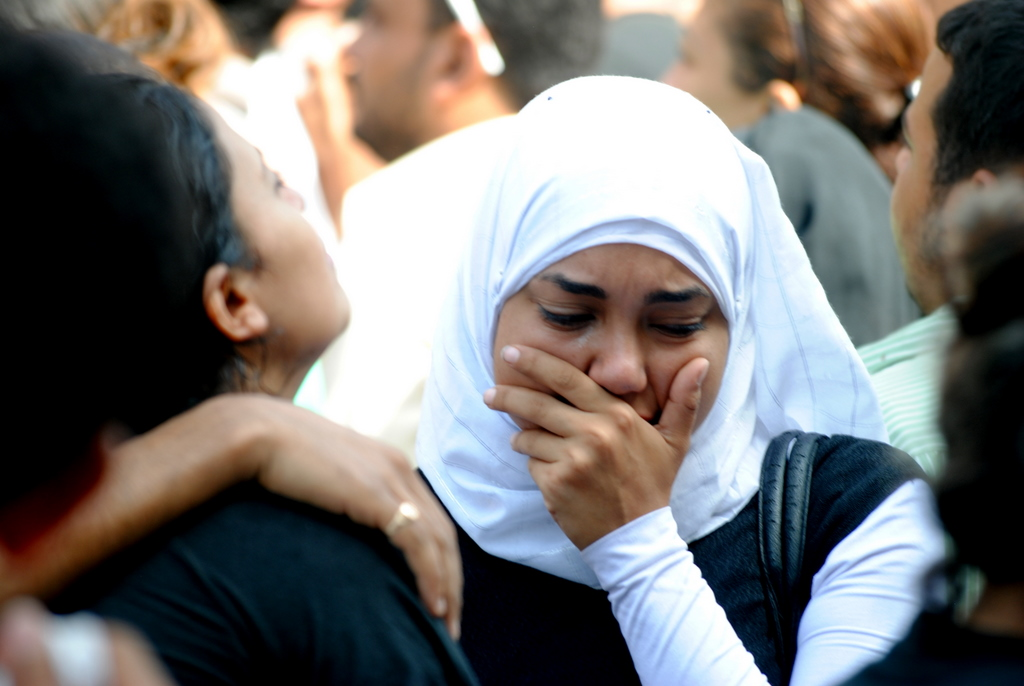
Ein moslemisches Mädchen richtet ihrer christlichen Freundin ihr Beileid aus, nachdem deren Bruder während der Demonstration getötet wurde.

Beim Maspero-Massaker (ägyptisch-arabisch مذبحة ماسبيرو) im Oktober 2011 wurden bei einer Demonstration vor dem Fernsehgebäude Maspero etwa 27 koptische Christen in der ägyptischen Hauptstadt Kairo durch einen Angriff der ägyptischen Sicherheitskräfte getötet und 329 weitere Christen verletzt.

## Ablauf
Am 9. und 10. Oktober 2011 demonstrierte eine Gruppe von Ägyptern, die hauptsächlich aus ägyptischen Kopten bestand, gegen die Zerstörung einer Kirche in Oberägypten. Dieser Akt der Selbstjustiz war damit begründet worden, dass die Kirche angeblich ohne Baulizenz errichtet worden sei.
Die friedlichen Demonstranten, welche beabsichtigten, einen Sitzstreik vor dem Fernsehgebäude Maspero abzuhalten, wurden von den Sicherheitskräften und der ägyptischen Armee attackiert, was dazu führte, dass 28 der Demonstranten getötet wurden. 329 weitere Personen, die meisten von ihnen wiederum Christen, wurden schwer verletzt.
Sowohl Videoaufnahmen als auch Augenzeugen deuteten darauf hin, dass die ägyptische Armee für den gewaltsamen Tod der Demonstranten verantwortlich war. Der damals regierende Oberste Militärrat bestritt hingegen, dass Soldaten beim Maspero-Massaker scharfe Munition gegen koptische Demonstranten eingesetzt hatten und Armeefahrzeuge protestierende Christen vorsätzlich überrollten. Der Forscher Emad Gad vom „al Ahram Zentrum für Strategische Studien“ hingegen erklärte, dass die Ereignisse Kriegsverbrechen waren.

## Aufarbeitung
Es kam im Zuge der Aufarbeitung zu einem Streit zwischen dem damals regierenden Obersten Militärrat und koptischen Jugendorganisationen. Die Jugendorganisationen verlangten, dass nicht Militärgerichte, sondern Zivilgerichte mit der juristischen Aufarbeitung des Massakers an Kopten betraut werden sollten. Eine unabhängige Untersuchung des Massakers wäre nicht möglich gewesen, da Militärrichter Soldaten nicht angeklagt hätten. Der Chef des Obersten Militärrates, Feldmarschall Mohamed Hussein Tantawi, sagte schließlich zu, das Blutbad von zivilen Richtern untersuchen zu lassen.
Kritisiert wurde, dass die ägyptische Führung „die Opfer zu Tätern“ mache, um sich „von jeder Schuld reinzuwaschen“. Am Montag, dem 4. Februar 2013, wurden im Zusammenhang mit dem Maspero-Massaker in Kairo zwei Christen zu jeweils drei Jahren Haft verurteilt. Ein Strafgerichtshof befand die beiden Männer für schuldig, während der damaligen Zusammenstöße von 2011 angeblich ein Maschinengewehr gestohlen zu haben.